# سده ۴۸ (پیش از میلاد)

## رخدادها
- ۴۷۱۳(پیش از میلاد)؛ روز ژولیوسی روز دوشنبه اول ژانویه این سال است که استفاده گسترده‌ای در ستاره‌شناسی، دریانوردی و در پروتکل‌های مخابراتی دارد.